# Preussiella
Preussiella là chi thực vật có hoa trong họ Mua.